# Fre de mà

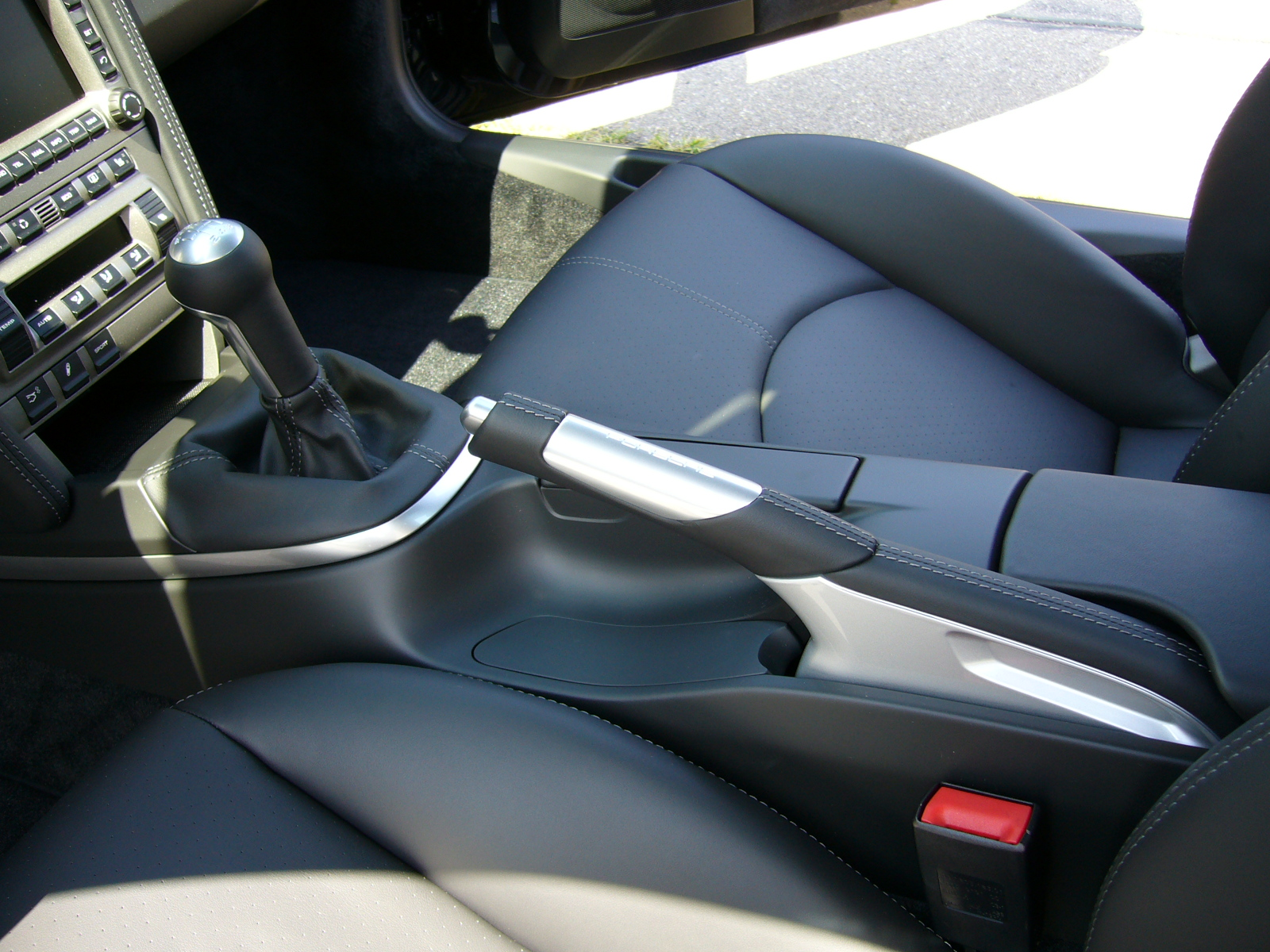
Palanca de fre d'un Porsche 911

El fre d'estacionament, comunament anomenat fre de mà o fre d'emergència, és un fre que immobilitza les rodes d'un vehicle o d'una aeronau de forma permanent. Normalment no s'utilitza per detenir el vehicle en marxa, però pot ser utilitzat com a fre en cas d'emergència.
El fre de vehicles de passatgers sol funcionar a través d'un cable, mitjançant una palanca accionada amb la mà o automàticament. En la immensa majoria dels vehicles lleugers s'acciona amb la mà i bloqueja les rodes posteriors mitjançant un cable. No obstant això, en vehicles pesants o per tradició s'acciona mitjançant el peu. És el cas del Chrysler Voyager i alguns Mercedes-Benz.
En els vehicles que competeixen en les carreres de drifting o ral·li el fre de mà és hidràulic i no té un mecanisme per mantenir-lo bloquejat. Això permet bloquejar les rodes amb menys esforç per fer derrapar el cotxe en corbes tancades.
Antigament alguns vehicles Citroën bloquejaven les rodes davanteres.

## Tipus de frens

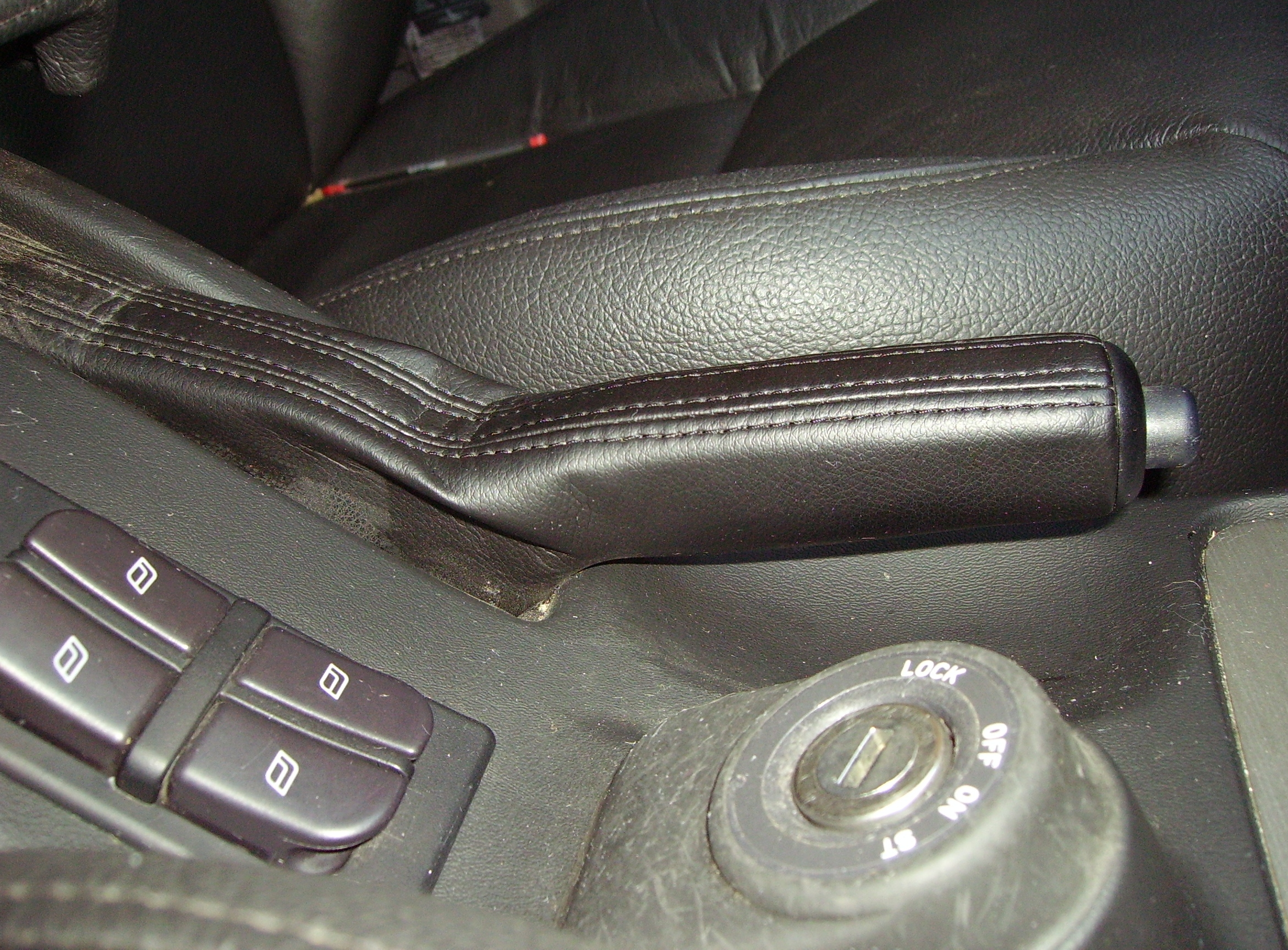
Palanca de fre de mà d'un Saab 9-5.

Símbol ISO usat per indicar que el fre de mà està accionat.

En vehicles amb fre de tambor en les rodes posteriors, el cable del fre de mà acciona els tambors mecànicament amb menys força que l'exercida a través d'un sistema hidràulic.
En automòbils amb frens de disc en les rodes posteriors, el fre de mà pot accionar els discos (novament, amb menys força) o també accionar un petit fre de tambor allotjat dins del cub. La circumferència interior del disc és sovint usada en comptes d'un tambor a part.
Una sèrie de vehicles lleugers i camions de tipus mitjà i cases de motor s'han fabricat amb un fre de tambor independent en l'eix de transmissió de sortida anomenat fre d'estacionament de la transmissió. Té l'avantatge de ser completament independent d'altres sistemes de frenat. És efectiu mentre el conjunt de transmissió estigui intacte: arbre de transmissió, diferencial i eixos. En molts vehicles aquest tipus de fre d'estacionament és operat per un pedal o un cilindre hidràulic controlat pel selector de transmissió, o per ambdós.

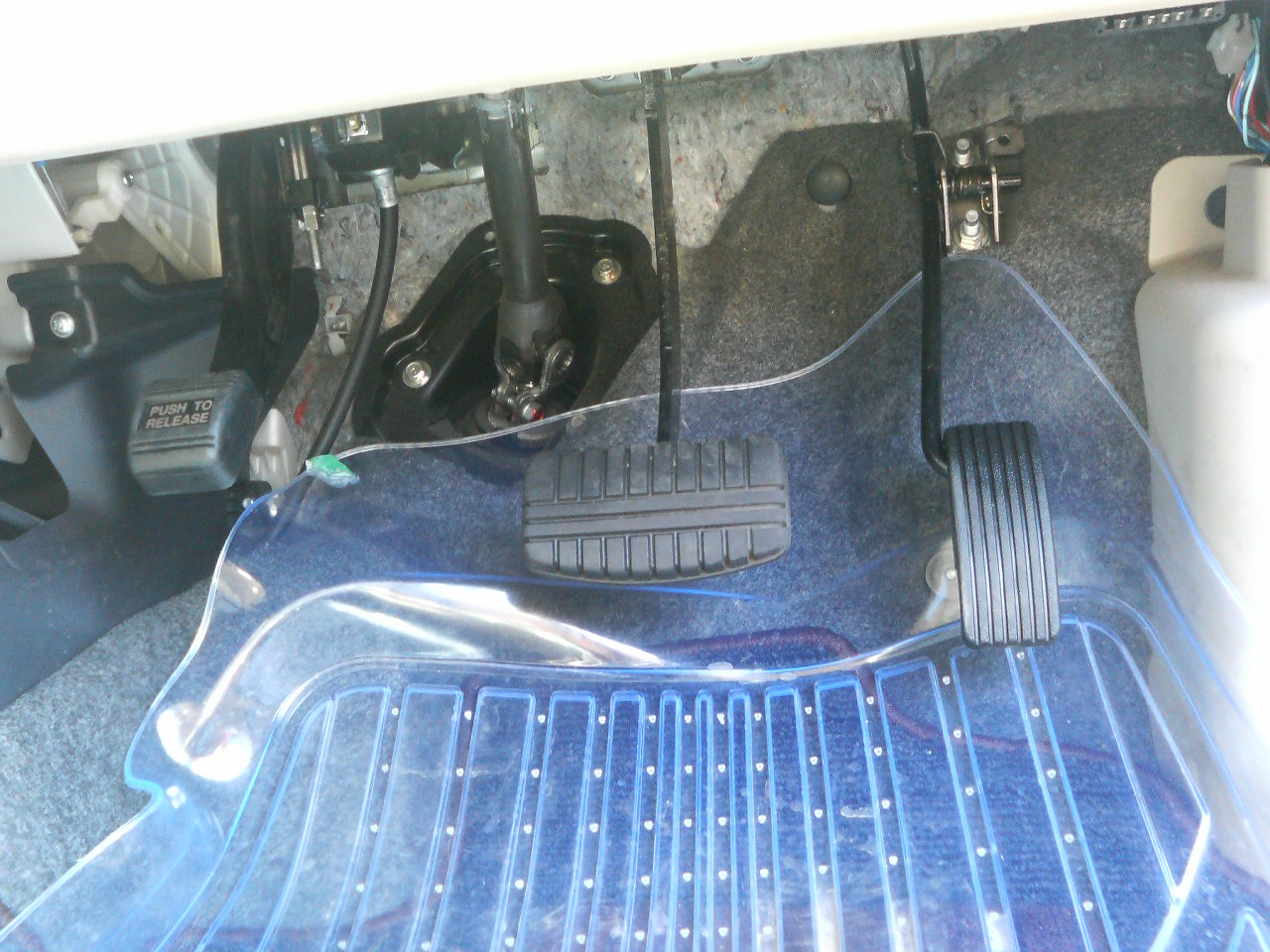
Pedal de fre d'estacionament

Hudson va utilitzar un inusual sistema híbrid de fre mecànic-hidraúlic, que operava els frens posteriors d'una altra manera. Un sistema de fre d'emergència mecànic operava quan una falla en el sistema hidràulic permetia als pedals anar més enllà del seu límit normal.

### Vehicles grans
Els vehicles grans solen estar equipats amb frens de mà assistits o operats per electricitat. Els frens de mà assistits elèctrics es troben generalment en furgonetes grans així com alguns vehicles pesats més vells. Aquests funcionen de la mateixa manera que un fre de mà convencional, però tirant de la palanca s'activa una vàlvula que permet que la pressió de l'aire, hidràulica o buit d'un cilindre apliqui força a les sabates de fre i faci l'aplicació del fre de mà més fàcil. En deixar anar el fre de mà, el mateix mecanisme també proporciona assistència al conductor en desenganxar el trinquet.
Especialment en vehicles comercials amb frens operats per aire, això té el benefici addicional de fer molt més difícil o fins i tot impossible alliberar el fre d'estacionament quan no hi ha prou pressió d'aire per operar els frens. Normalment es proporciona un dipòsit o acumulador, de manera que es disposa d'una quantitat limitada d'assistència de potència amb el motor apagat.
Els frens de mà accionats per energia elèctrica estan instal·lats en vehicles comercials pesats amb frens d'aire, com camions i autobusos. Aquests solen ser d'aplicació de ressort, amb la pressió de l'aire que s'utilitza per mantenir el fre fora i potents ressorts sostenint els frens. En la majoria dels casos una petita palanca a la cabina està connectada a una vàlvula que pot admetre aire als cilindres del fre d'estacionament per alliberar-lo, o alliberar l'aire per aplicar el fre. En alguns vehicles moderns la vàlvula funciona elèctricament des d'una palanca o botó a la cabina. El sistema és relativament segur, ja que si es perd la pressió d'aire els ressorts s'aplicaran els frens. A més, el sistema evita que el fre d'estacionament es deixi anar si no hi ha prou pressió d'aire per aplicar el fre de peu.
Un desavantatge d'aquest sistema és que si un vehicle requereix remolc i no pot proporcionar el seu propi subministrament d'aire, ha de proporcionar-se una alimentació externa per permetre que s'alliberi el fre d'estacionament o s'han d'enrotllar manualment les sabates de fre contra els ressorts.

## Fre d'estacionament electrònic (EPB)

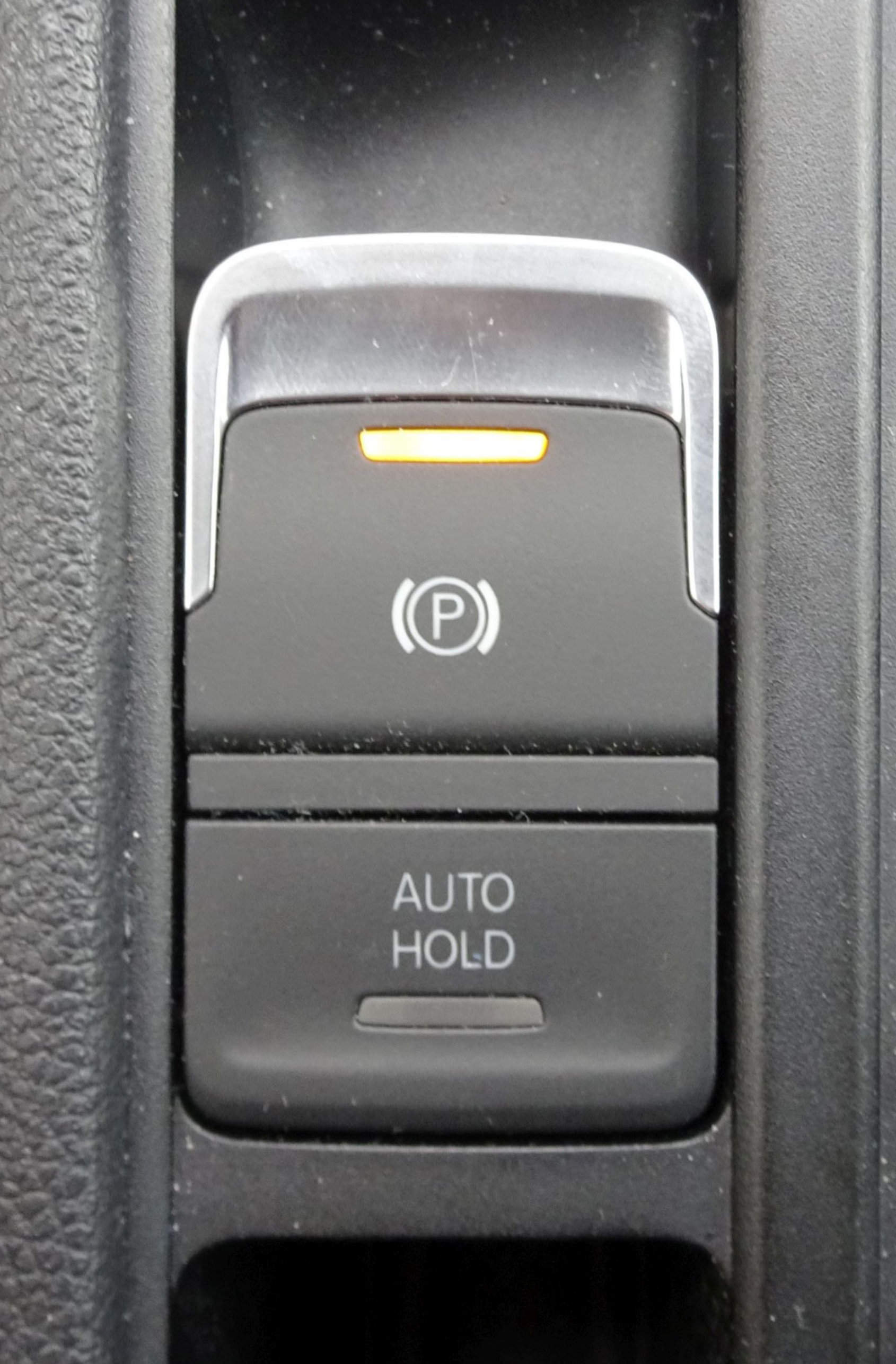
Fre d'estacionament electrònic.

Va substituir el tradicional fre de mà. El fre de mà Electrònic (EPB) s'activa mitjançant un interruptor elèctric i sense vincle mecànic amb els frens. Pot funcionar de manera manual o automàtic. Es va comercialitzar per primera vegada en automòbils en 2001, muntat de sèrie sobre el Lancia Thesis.
Segons el model o el programari que contingui, les funcions del fre de mà automàtic poden ser:
- Desactivació automàtica en iniciar la marxa.
- Arrencada en pendent automàtic.
- Activació en llevar el contacte o descordar el cinturó del conductor.
- Fre d'emergència. S'ajuda del sistema electrònic ABS perquè no es bloquegi i creï una situació de perill. Frenant de la forma més efectiva possible i deixant les mans totalment lliures per gestionar el vehicle.

En cas de descarregar-se la bateria, el fre no es pot desbloquejar normalment i és necessari accedir a alguna palanca sota el seient, a la zona del maleter, sota el cotxe o algun altre mecanisme. En un altre cas s'hauran d'utilitzar pinces per arrencar el motor.
En els carretons mecànics és un accessori molt útil a causa que s'abandona freqüentment el vehicle per fer altres tasques.